# Bandiera di Tristan da Cunha
La bandiera di Tristan da Cunha è stata adottata il 20 ottobre 2002 in una proclamazione fatta dal Governatore di Sant'Elena su Royal Warrant concesso da Elisabetta II. Precedentemente, come dipendenza di Sant'Elena, Tristan da Cunha utilizzava la bandiera di questa dipendenza.
La bandiera è una blue ensign con lo stemma di Tristan da Cunha ed è stata disegnata da Graham Bartram.